# Queens Park Rangers FC in het seizoen 2014/15
Het seizoen 2014/2015 was het 126ste seizoen van Queens Park Rangers in het Engelse voetbal en het 23ste in de hoogste afdeling van het land. In dit seizoen kwam de Londense club uit in de Premier League en nam het deel aan de strijd om de FA Cup en de League Cup.

## Selectie
| No.           | Naam                  | Nationaliteit | Geboortedatum     | Vorige club             |
| ------------- | --------------------- | ------------- | ----------------- | ----------------------- |
| Keepers       |                       |               |                   |                         |
| 1             | Robert Green          | Engeland      | 18 februari 1980  | West Ham United         |
| 12            | Alex McCarthy         | Engeland      | 3 december 1989   | Reading FC              |
| 21            | Brian Murphy          | Ierland       | 7 mei 1983        | Ipswich Town            |
| Verdedigers   |                       |               |                   |                         |
| 4             | Steven Caulker        | Engeland      | 29 december 1991  | Cardiff City            |
| 22            | Richard Dunne         | Ierland       | 21 september 1979 | Aston Villa             |
| 5             | Rio Ferdinand         | Engeland      | 7 november 1979   | Manchester United       |
| 6             | Clint Hill            | Engeland      | 19 oktober 1978   | Crystal Palace FC       |
| 15            | Nedum Onuoha          | Engeland      | 12 november 1986  | Manchester City         |
| 3             | Armand Traoré         | Senegal       | 8 oktober 1989    | Arsenal FC              |
| 13            | Yun Suk-young         | Zuid-Korea    | 13 december 1990  | Jeonnam Dragons         |
| Middenvelders |                       |               |                   |                         |
| 8             | Joey Barton           | Engeland      | 2 september 1982  | Newcastle United        |
| 18            | Alejandro Faurlín     | Argentinië    | 9 augustus 1986   | Instituto Atlético      |
| 10            | Leroy Fer             | Nederland     | 5 januari 1990    | Norwich City            |
| 20            | Karl Henry            | Engeland      | 26 november 1982  | Wolverhampton Wanderers |
| 23            | Junior Hoilett        | Canada        | 5 juli 1990       | Blackburn Rovers        |
| 14            | Mauricio Isla         | Chili         | 12 juni 1988      | Juventus                |
| 7             | Matt Phillips         | Schotland     | 13 maart 1991     | Blackpool FC            |
| 30            | Sandro                | Brazilië      | 15 maart 1989     | Tottenham Hotspur       |
| 27            | Adel Taarabt          | Marokko       | 24 mei 1989       | Tottenham Hotspur       |
| 11            | Shaun Wright-Phillips | Engeland      | 25 oktober 1981   | Manchester City         |
| Aanvallers    |                       |               |                   |                         |
| 9             | Charlie Austin        | Engeland      | 5 juli 1989       | Burnley FC              |
| 24            | Eduardo Vargas        | Chili         | 21 november 1989  | SSC Napoli              |
| 25            | Bobby Zamora          | Engeland      | 16 januari 1981   | Fulham FC               |
| 29            | Mauro Zárate          | Argentinië    | 18 maart 1987     | West Ham United         |

- = Aanvoerder

## Transfers

### Ingaand
| Naam           | Nationaliteit | Van               | Type        |
| -------------- | ------------- | ----------------- | ----------- |
| Rio Ferdinand  | Engeland      | Manchester United | Gratis      |
| Steven Caulker | Engeland      | Cardiff City      | €8.000.000  |
| Jordon Mutch   | Engeland      | Cardiff City      | €6.500.000  |
| Mauricio Isla  | Chili         | Juventus          | Gehuurd     |
| Leroy Fer      | Nederland     | Norwich City      | €11.000.000 |
| Alex McCarthy  | Engeland      | Reading FC        | €5.000.000  |
| Jack Robinson  | Engeland      | Liverpool FC      | €1.500.000  |
| Sandro         | Brazilië      | Tottenham Hotspur | €12.600.000 |
| Eduardo Vargas | Chili         | SSC Napoli        | Gehuurd     |
| Mauro Zárate   | Argentinië    | West Ham United   | Gehuurd     |

### Uitgaand
| Naam            | Nationaliteit | Naar                   | Type        |
| --------------- | ------------- | ---------------------- | ----------- |
| Yossi Benayoun  | Israël        | Maccabi Haifa          | Gratis      |
| Angelo Balanta  | Engeland      | Bristol Rovers         | Gratis      |
| Hogan Ephraim   | Engeland      | n.n.b.                 | Gratis      |
| Tom Hitchcock   | Engeland      | Milton Keynes Dons     | Gratis      |
| Aaron Hughes    | Noord-Ierland | Brighton & Hove Albion | Gratis      |
| Andrew Johnson  | Engeland      | Crystal Palace FC      | Gratis      |
| Stéphane Mbia   | Kameroen      | Sevilla FC             | Gratis      |
| Luke Young      | Engeland      | Gestopt                | Gratis      |
| Samba Diakité   | Mali          | Ittihad FC             | Verhuurd    |
| Esteban Granero | Spanje        | Real Sociedad          | Onbekend    |
| Gary O'Neil     | Engeland      | Norwich City           | Onbekend    |
| Júlio César     | Brazilië      | SL Benfica             | Gratis      |
| Loïc Rémy       | Frankrijk     | Chelsea FC             | €13.250.000 |
| Danny Simpson   | Engeland      | Leicester City         | €3.000.000  |
| Jordon Mutch    | Engeland      | Crystal Palace FC      | €5.000.000  |

## Voorbereiding
|                                      |                    |                    |                     |                                     |
| Vriendschappelijk 22 juli 2014 19:30 | FC Rot-Weiß Erfurt | 0–1                | Queens Park Rangers | Stadion: Steigerwaldstadion, Erfurt |
| Vriendschappelijk 22 juli 2014 19:30 |                    | 22' Charlie Austin |                     | Stadion: Steigerwaldstadion, Erfurt |
| Vriendschappelijk 22 juli 2014 19:30 |                    |                    |                     | Stadion: Steigerwaldstadion, Erfurt |
| Vriendschappelijk 22 juli 2014 19:30 |                    |                    |                     | Stadion: Steigerwaldstadion, Erfurt |
|                                      |                    |                    |                     |                                     |

|                                      |                                       |     |                     |                                                        |
| Vriendschappelijk 26 juli 2014 14:30 | RB Leipzig                            | 2–0 | Queens Park Rangers | Stadion: Freundschap Stadion, Gera Toeschouwers: 2.950 |
| Vriendschappelijk 26 juli 2014 14:30 | Yussuf Poulsen 62' Yussuf Poulsen 73' |     |                     | Stadion: Freundschap Stadion, Gera Toeschouwers: 2.950 |
| Vriendschappelijk 26 juli 2014 14:30 |                                       |     |                     | Stadion: Freundschap Stadion, Gera Toeschouwers: 2.950 |
| Vriendschappelijk 26 juli 2014 14:30 |                                       |     |                     | Stadion: Freundschap Stadion, Gera Toeschouwers: 2.950 |
|                                      |                                       |     |                     |                                                        |

|                                      |                                 |     |                                    |                                                    |
| Vriendschappelijk 29 juli 2014 20:45 | Leyton Orient                   | 2–2 | Queens Park Rangers                | Stadion: Brisbane Road, Londen Toeschouwers: 2.996 |
| Vriendschappelijk 29 juli 2014 20:45 | Romain Vincelot 9' Dean Cox 81' |     | 19' Junior Hoilett 46' Joey Barton | Stadion: Brisbane Road, Londen Toeschouwers: 2.996 |
| Vriendschappelijk 29 juli 2014 20:45 |                                 |     |                                    | Stadion: Brisbane Road, Londen Toeschouwers: 2.996 |
| Vriendschappelijk 29 juli 2014 20:45 |                                 |     |                                    | Stadion: Brisbane Road, Londen Toeschouwers: 2.996 |
|                                      |                                 |     |                                    |                                                    |

|                                      |                 |     |                     |                                                   |
| Vriendschappelijk 30 juli 2014 20:45 | Southend United | 0–0 | Queens Park Rangers | Stadion: Roots Hall, Southend Toeschouwers: 3.193 |
| Vriendschappelijk 30 juli 2014 20:45 |                 |     |                     | Stadion: Roots Hall, Southend Toeschouwers: 3.193 |
| Vriendschappelijk 30 juli 2014 20:45 |                 |     |                     | Stadion: Roots Hall, Southend Toeschouwers: 3.193 |
| Vriendschappelijk 30 juli 2014 20:45 |                 |     |                     | Stadion: Roots Hall, Southend Toeschouwers: 3.193 |
|                                      |                 |     |                     |                                                   |

|                                         |                 |                                                                               |                     |                                   |
| Vriendschappelijk 2 augustus 2014 16:00 | Shamrock Rovers | 0–4                                                                           | Queens Park Rangers | Stadion: Tallaght Stadion, Dublin |
| Vriendschappelijk 2 augustus 2014 16:00 |                 | 16' Junior Hoilett 34' Charlie Austin 90' Junior Hoilett 90+2' Charlie Austin |                     | Stadion: Tallaght Stadion, Dublin |
| Vriendschappelijk 2 augustus 2014 16:00 |                 |                                                                               |                     | Stadion: Tallaght Stadion, Dublin |
| Vriendschappelijk 2 augustus 2014 16:00 |                 |                                                                               |                     | Stadion: Tallaght Stadion, Dublin |
|                                         |                 |                                                                               |                     |                                   |

|                                         |              |                                     |                     |                                        |
| Vriendschappelijk 5 augustus 2014 19:00 | Athlone Town | 0–2                                 | Queens Park Rangers | Stadion: Athlone Town Stadium, Athlone |
| Vriendschappelijk 5 augustus 2014 19:00 |              | 14' Bobby Zamora 55' Charlie Austin |                     | Stadion: Athlone Town Stadium, Athlone |
| Vriendschappelijk 5 augustus 2014 19:00 |              |                                     |                     | Stadion: Athlone Town Stadium, Athlone |
| Vriendschappelijk 5 augustus 2014 19:00 |              |                                     |                     | Stadion: Athlone Town Stadium, Athlone |
|                                         |              |                                     |                     |                                        |

|                                         |                     |                       |               |                              |
| Vriendschappelijk 9 augustus 2014 16:00 | Queens Park Rangers | 0–1                   | PAOK Saloniki | Stadion: Loftus Road, Londen |
| Vriendschappelijk 9 augustus 2014 16:00 |                     | 66' (e.d.) Clint Hill |               | Stadion: Loftus Road, Londen |
| Vriendschappelijk 9 augustus 2014 16:00 |                     |                       |               | Stadion: Loftus Road, Londen |
| Vriendschappelijk 9 augustus 2014 16:00 |                     |                       |               | Stadion: Loftus Road, Londen |
|                                         |                     |                       |               |                              |

## Premier League

### Augustus
| 16 augustus 2014                                       | Queens Park Rangers FC | 0-1 (0-0) | Hull City         | Opstelling Queens Park Rangers FC                                                                                                 | Opstelling Hull City |  |
| Stadion: Loftus Road Toeschouwers: 17.603 Craig Pawson |                        |           | '52 James Chester | Green, Caulker, Ferdinand, Dunne (Zamora '78), Faurlín (Hoilett '69), Barton, Simpson (Phillips '68), Traoré, Mutch, Rémy, Austin | McGregor, Elmohamady, Bruce (McShane 46'), Chester, Robertson, Huddlestone, Davies , Livermore, Ince (Meyler '82), Snodgrass (Quinn '40), Jelavić |  |
| Stadion: Loftus Road Toeschouwers: 17.603 Craig Pawson |                        |           |                   | Green, Caulker, Ferdinand, Dunne (Zamora '78), Faurlín (Hoilett '69), Barton, Simpson (Phillips '68), Traoré, Mutch, Rémy, Austin | McGregor, Elmohamady, Bruce (McShane 46'), Chester, Robertson, Huddlestone, Davies , Livermore, Ince (Meyler '82), Snodgrass (Quinn '40), Jelavić |  |
| Stadion: Loftus Road Toeschouwers: 17.603 Craig Pawson |                        |           |                   | Green, Caulker, Ferdinand, Dunne (Zamora '78), Faurlín (Hoilett '69), Barton, Simpson (Phillips '68), Traoré, Mutch, Rémy, Austin | McGregor, Elmohamady, Bruce (McShane 46'), Chester, Robertson, Huddlestone, Davies , Livermore, Ince (Meyler '82), Snodgrass (Quinn '40), Jelavić |  |
|                                                        |                        |           |                   | | |  |

| 24 augustus 2014                                             | Tottenham Hotspur                                                     | 4-0 (3-0) | Queens Park Rangers | Opstelling Tottenham Hotspur | Opstelling Queens Park Rangers                                                                                             |  |
| Stadion: White Hart Lane Toeschouwers: 36.109 Anthony Taylor | Nacer Chadli 12' Eric Dier 30' Nacer Chadli 37' Emmanuel Adebayor 65' |           |                     | Lloris, Dier, Kaboul, Vertonghen, Rose, Bentaleb (Dembélé '59), Capoue, Lamela, Eriksen, Chadli (Kane '69), Adebayor (Soldado '80) | Green, Caulker, Ferdinand, Dunne (Onuoha '46), Barton, Fer (Faurlin '68), Isla, Traoré, Mutch, Phillips (Zamora '74), Rémy |  |
| Stadion: White Hart Lane Toeschouwers: 36.109 Anthony Taylor |                                                                       |           |                     | Lloris, Dier, Kaboul, Vertonghen, Rose, Bentaleb (Dembélé '59), Capoue, Lamela, Eriksen, Chadli (Kane '69), Adebayor (Soldado '80) | Green, Caulker, Ferdinand, Dunne (Onuoha '46), Barton, Fer (Faurlin '68), Isla, Traoré, Mutch, Phillips (Zamora '74), Rémy |  |
| Stadion: White Hart Lane Toeschouwers: 36.109 Anthony Taylor |                                                                       |           |                     | Lloris, Dier, Kaboul, Vertonghen, Rose, Bentaleb (Dembélé '59), Capoue, Lamela, Eriksen, Chadli (Kane '69), Adebayor (Soldado '80) | Green, Caulker, Ferdinand, Dunne (Onuoha '46), Barton, Fer (Faurlin '68), Isla, Traoré, Mutch, Phillips (Zamora '74), Rémy |  |
|                                                              |                                                                       |           |                     | | |  |

| 30 augustus 2014                                        | Queens Park Rangers FC | 1-0 (1-0) | Sunderland FC | Opstelling Queens Park Rangers FC                                                                                             | Opstelling Sunderland FC |  |
| Stadion: Loftus Road Toeschouwers: 17.930 Robert Madley | Charlie Austin 45'     |           |               | Green, Isla, Caulker, Ferdinand, Hill, Phillips, Mutch , Barton, Hoilett (Traoré '83), Fer (Taarabt '90), Austin (Zamora '69) | Mannone, Vergini (Altidore '82), O'Shea, Brown, Van Aanholt, Larsson, Cattermole , Rodwell (Giaccherini '69) , Johnson, Fletcher (Buckley '69), Wickham |  |
| Stadion: Loftus Road Toeschouwers: 17.930 Robert Madley |                        |           |               | Green, Isla, Caulker, Ferdinand, Hill, Phillips, Mutch , Barton, Hoilett (Traoré '83), Fer (Taarabt '90), Austin (Zamora '69) | Mannone, Vergini (Altidore '82), O'Shea, Brown, Van Aanholt, Larsson, Cattermole , Rodwell (Giaccherini '69) , Johnson, Fletcher (Buckley '69), Wickham |  |
| Stadion: Loftus Road Toeschouwers: 17.930 Robert Madley |                        |           |               | Green, Isla, Caulker, Ferdinand, Hill, Phillips, Mutch , Barton, Hoilett (Traoré '83), Fer (Taarabt '90), Austin (Zamora '69) | Mannone, Vergini (Altidore '82), O'Shea, Brown, Van Aanholt, Larsson, Cattermole , Rodwell (Giaccherini '69) , Johnson, Fletcher (Buckley '69), Wickham |  |
|                                                         |                        |           |               | | |  |

### September
| 14 september 2014                                    | Manchester United                                                          | 4-0 (3-0) | Queens Park Rangers | Opstelling Manchester United | Opstelling Queens Park Rangers                                                                                                |  |
| Stadion: Old Trafford Toeschouwers: 73.355 Phil Dowd | Ángel di María 24' Ander Herrera 36' Wayne Rooney 44' Juan Manuel Mata 58' |           |                     | De Gea, Rafael (Valencia '67), Evans, Blackett, Rojo, Blind, Herrera, Di María (Januzaj '82), Mata (Falcao '67), Rooney , Van Persie | Green, Isla, Ferdinand, Caulker, Hill (Traoré '46), Hoilett, Fer, Sandro (Henry '74), Kranjčar, Phillips, Austin (Vargas '59) |  |
| Stadion: Old Trafford Toeschouwers: 73.355 Phil Dowd |                                                                            |           |                     | De Gea, Rafael (Valencia '67), Evans, Blackett, Rojo, Blind, Herrera, Di María (Januzaj '82), Mata (Falcao '67), Rooney , Van Persie | Green, Isla, Ferdinand, Caulker, Hill (Traoré '46), Hoilett, Fer, Sandro (Henry '74), Kranjčar, Phillips, Austin (Vargas '59) |  |
| Stadion: Old Trafford Toeschouwers: 73.355 Phil Dowd |                                                                            |           |                     | De Gea, Rafael (Valencia '67), Evans, Blackett, Rojo, Blind, Herrera, Di María (Januzaj '82), Mata (Falcao '67), Rooney , Van Persie | Green, Isla, Ferdinand, Caulker, Hill (Traoré '46), Hoilett, Fer, Sandro (Henry '74), Kranjčar, Phillips, Austin (Vargas '59) |  |
|                                                      |                                                                            |           |                     | | |  |

| 20 september 2014                                         | Queens Park Rangers FC               | 2-2 (1-1) | Stoke City                            | Opstelling Queens Park Rangers FC                                                                                               | Opstelling Stoke City |  |
| Stadion: Loftus Road Toeschouwers: 16.163 Martin Atkinson | Steven Caulker 42' Niko Kranjčar 88' |           | '11 Mame Biram Diouf '52 Peter Crouch | Green, Isla, Caulker, Ferdinand, Traoré , Mutch (Henry '50), Barton (Phillips '34), Kranjčar, Fer , Austin, Vargas (Zamora '70) | Begovic, Bardsley, Shawcross , Wilson, Pieters , Nzonzi, Whelan, Diouf , Adam (Sidwell '70) , Moses (Arnautović '79), Crouch |  |
| Stadion: Loftus Road Toeschouwers: 16.163 Martin Atkinson |                                      |           |                                       | Green, Isla, Caulker, Ferdinand, Traoré , Mutch (Henry '50), Barton (Phillips '34), Kranjčar, Fer , Austin, Vargas (Zamora '70) | Begovic, Bardsley, Shawcross , Wilson, Pieters , Nzonzi, Whelan, Diouf , Adam (Sidwell '70) , Moses (Arnautović '79), Crouch |  |
| Stadion: Loftus Road Toeschouwers: 16.163 Martin Atkinson |                                      |           |                                       | Green, Isla, Caulker, Ferdinand, Traoré , Mutch (Henry '50), Barton (Phillips '34), Kranjčar, Fer , Austin, Vargas (Zamora '70) | Begovic, Bardsley, Shawcross , Wilson, Pieters , Nzonzi, Whelan, Diouf , Adam (Sidwell '70) , Moses (Arnautović '79), Crouch |  |
|                                                           |                                      |           |                                       | | |  |

| 27 september 2014                                                 | Southampton FC                       | 2-1 (0-0) | Queens Park Rangers | Opstelling Southampton FC | Opstelling Queens Park Rangers                                                                                                   |  |
| Stadion: St. Mary's Stadium Toeschouwers: 30.504 Mark Clattenburg | Ryan Bertrand 55' Graziano Pelle 58' |           | '66 Charlie Austin  | Forster, Clyne , Fonte, Alderweireld, Bertrand, Davis, Wanyama (Cork '69), Schneiderlin, Tadić (Targett '90), Pelle, Mané (Long '68) | Green, Isla, Ferdinand, Caulker, Traoré, Phillips (Hoilett '58), Sandro (Henry '11) , Fer, Vargas (Zamora '77), Kranjčar, Austin |  |
| Stadion: St. Mary's Stadium Toeschouwers: 30.504 Mark Clattenburg |                                      |           |                     | Forster, Clyne , Fonte, Alderweireld, Bertrand, Davis, Wanyama (Cork '69), Schneiderlin, Tadić (Targett '90), Pelle, Mané (Long '68) | Green, Isla, Ferdinand, Caulker, Traoré, Phillips (Hoilett '58), Sandro (Henry '11) , Fer, Vargas (Zamora '77), Kranjčar, Austin |  |
| Stadion: St. Mary's Stadium Toeschouwers: 30.504 Mark Clattenburg |                                      |           |                     | Forster, Clyne , Fonte, Alderweireld, Bertrand, Davis, Wanyama (Cork '69), Schneiderlin, Tadić (Targett '90), Pelle, Mané (Long '68) | Green, Isla, Ferdinand, Caulker, Traoré, Phillips (Hoilett '58), Sandro (Henry '11) , Fer, Vargas (Zamora '77), Kranjčar, Austin |  |
|                                                                   |                                      |           |                     | | |  |

### Oktober
| 5 oktober 2014                                             | West Ham United                         | 2-0 (1-0) | Queens Park Rangers | Opstelling West Ham United                                                                                                 | Opstelling Queens Park Rangers                                                                                                   |  |
| Stadion: Boleyn Ground Toeschouwers: 34.907 Anthony Taylor | Nedum Onuoha (e.d.) 5' Diafra Sakho 59' |           |                     | Ádrian, Jenkinson, Tomkins , Reid, Cresswell , Song, Amalfitano, Downing, Zárate (Nolan '76), Sakho, Valencia (Jarvis '85) | Green, Onuaha, Caulker, Ferdinand, Traoré, Hoilett (Zamora '46), Henry , Sandro (Taarabt '67), Kranjčar (Mutch '78), Fer, Austin |  |
| Stadion: Boleyn Ground Toeschouwers: 34.907 Anthony Taylor |                                         |           |                     | Ádrian, Jenkinson, Tomkins , Reid, Cresswell , Song, Amalfitano, Downing, Zárate (Nolan '76), Sakho, Valencia (Jarvis '85) | Green, Onuaha, Caulker, Ferdinand, Traoré, Hoilett (Zamora '46), Henry , Sandro (Taarabt '67), Kranjčar (Mutch '78), Fer, Austin |  |
| Stadion: Boleyn Ground Toeschouwers: 34.907 Anthony Taylor |                                         |           |                     | Ádrian, Jenkinson, Tomkins , Reid, Cresswell , Song, Amalfitano, Downing, Zárate (Nolan '76), Sakho, Valencia (Jarvis '85) | Green, Onuaha, Caulker, Ferdinand, Traoré, Hoilett (Zamora '46), Henry , Sandro (Taarabt '67), Kranjčar (Mutch '78), Fer, Austin |  |
|                                                            |                                         |           |                     | | |  |

| 19 oktober 2014                                     | Queens Park Rangers FC                         | 2-3 (0-0) | Liverpool FC                                                               | Opstelling Queens Park Rangers FC                                                                                          | Opstelling Liverpool FC |  |
| Stadion: Loftus Road Toeschouwers: 18.069 Phil Dowd | Eduardo Vargas 87' Steven Gerrard (e.d.) 90+2' |           | '67 Richard Dunne (e.d.) '90 Philippe Coutinho '90+5 Steven Caulker (e.d.) | McCarthy, Onuoha (Phillips '46), Dunne , Caulker, Yun, Isla, Henry , Sandro (Traoré '60), Fer, Zamora (Vargas '79), Austin | Mignolet, Johnson , Škrtel , Lovren, José Enrique, Can (Allen '66), Henderson, Sterling (Touré '90), Gerrard, Lallana (Coutinho '66) , Balotelli |  |
| Stadion: Loftus Road Toeschouwers: 18.069 Phil Dowd |                                                |           |                                                                            | McCarthy, Onuoha (Phillips '46), Dunne , Caulker, Yun, Isla, Henry , Sandro (Traoré '60), Fer, Zamora (Vargas '79), Austin | Mignolet, Johnson , Škrtel , Lovren, José Enrique, Can (Allen '66), Henderson, Sterling (Touré '90), Gerrard, Lallana (Coutinho '66) , Balotelli |  |
| Stadion: Loftus Road Toeschouwers: 18.069 Phil Dowd |                                                |           |                                                                            | McCarthy, Onuoha (Phillips '46), Dunne , Caulker, Yun, Isla, Henry , Sandro (Traoré '60), Fer, Zamora (Vargas '79), Austin | Mignolet, Johnson , Škrtel , Lovren, José Enrique, Can (Allen '66), Henderson, Sterling (Touré '90), Gerrard, Lallana (Coutinho '66) , Balotelli |  |
|                                                     |                                                |           |                                                                            | | |  |

| 27 oktober 2014                                     | Queens Park Rangers FC                | 2-0 (1-0) | Aston Villa | Opstelling Queens Park Rangers FC                                                                                      | Opstelling Aston Villa                                                                                                   |  |
| Stadion: Loftus Road Toeschouwers: 18.022 Lee Mason | Charlie Austin 17' Charlie Austin 69' |           |             | Green, Isla, Dunne, Caulker, Yun, Vargas (Traoré '87), Henry, Sandro, Fer (Kranjčar '90), Zamora (Hoilett '63), Austin | Guzan, Lowton , Vlaar, Clark, Cissokho, Cleverley, Westwood (Cole '70), Sánchez, Agbonlahor, Benteke, Weimann (Bent '70) |  |
| Stadion: Loftus Road Toeschouwers: 18.022 Lee Mason |                                       |           |             | Green, Isla, Dunne, Caulker, Yun, Vargas (Traoré '87), Henry, Sandro, Fer (Kranjčar '90), Zamora (Hoilett '63), Austin | Guzan, Lowton , Vlaar, Clark, Cissokho, Cleverley, Westwood (Cole '70), Sánchez, Agbonlahor, Benteke, Weimann (Bent '70) |  |
| Stadion: Loftus Road Toeschouwers: 18.022 Lee Mason |                                       |           |             | Green, Isla, Dunne, Caulker, Yun, Vargas (Traoré '87), Henry, Sandro, Fer (Kranjčar '90), Zamora (Hoilett '63), Austin | Guzan, Lowton , Vlaar, Clark, Cissokho, Cleverley, Westwood (Cole '70), Sánchez, Agbonlahor, Benteke, Weimann (Bent '70) |  |
|                                                     |                                       |           |             | | |  |

### November
| 1 november 2014                                          | Chelsea FC                | 2-1 (1-0) | Queens Park Rangers | Opstelling Chelsea FC | Opstelling Queens Park Rangers                                                                          |  |
| Stadion: Stamford Bridge Toeschouwers: 41.486 Mike Jones | Oscar 32' Eden Hazard 75' |           | '62 Charlie Austin  | Courtois, Ivanović, Cahill, Terry, Filipe Luís, Matić, Fàbregas, Willian (Drogba '64), Oscar, Hazard (Ramires '90), Costa (Schürrle '78) | Green, Isla, Dunne, Caulker, Yun, Vargas, Henry, Sandro, Hoilett (Zamora '60), Fer (Traoré '84), Austin |  |
| Stadion: Stamford Bridge Toeschouwers: 41.486 Mike Jones |                           |           |                     | Courtois, Ivanović, Cahill, Terry, Filipe Luís, Matić, Fàbregas, Willian (Drogba '64), Oscar, Hazard (Ramires '90), Costa (Schürrle '78) | Green, Isla, Dunne, Caulker, Yun, Vargas, Henry, Sandro, Hoilett (Zamora '60), Fer (Traoré '84), Austin |  |
| Stadion: Stamford Bridge Toeschouwers: 41.486 Mike Jones |                           |           |                     | Courtois, Ivanović, Cahill, Terry, Filipe Luís, Matić, Fàbregas, Willian (Drogba '64), Oscar, Hazard (Ramires '90), Costa (Schürrle '78) | Green, Isla, Dunne, Caulker, Yun, Vargas, Henry, Sandro, Hoilett (Zamora '60), Fer (Traoré '84), Austin |  |
|                                                          |                           |           |                     | | |  |

| 9 november 2014                                    | Queens Park Rangers FC                          | 2-2 (1-1) | Manchester City                     | Opstelling Queens Park Rangers FC                                                            | Opstelling Manchester City                                                                                              |  |
| Stadion: Loftus Road Toeschouwers: 18.05 Mike Dean | Charlie Austin 21' Martin Demichelis (e.d.) 77' |           | '32 Sergio Agüero '83 Sergio Agüero | Green, Isla , Dunne , Caulker, Yun, Vargas , Henry, Sandro (Barton '46), Fer, Zamora, Austin | Hart, Sagna , Demichelis, Mangala, Clichy, Fernando, Fernandinho (Džeko '64, Lampard '68), Navas, Touré, Nasri , Agüero |  |
| Stadion: Loftus Road Toeschouwers: 18.05 Mike Dean |                                                 |           |                                     | Green, Isla , Dunne , Caulker, Yun, Vargas , Henry, Sandro (Barton '46), Fer, Zamora, Austin | Hart, Sagna , Demichelis, Mangala, Clichy, Fernando, Fernandinho (Džeko '64, Lampard '68), Navas, Touré, Nasri , Agüero |  |
| Stadion: Loftus Road Toeschouwers: 18.05 Mike Dean |                                                 |           |                                     | Green, Isla , Dunne , Caulker, Yun, Vargas , Henry, Sandro (Barton '46), Fer, Zamora, Austin | Hart, Sagna , Demichelis, Mangala, Clichy, Fernando, Fernandinho (Džeko '64, Lampard '68), Navas, Touré, Nasri , Agüero |  |
|                                                    |                                                 |           |                                     |                                                                                              | |  |

| 22 november 2014                                        | Newcastle United   | 1-0 (0-0) | Queens Park Rangers | Opstelling Newcastle United | Opstelling Queens Park Rangers                                                                                 |  |
| Stadion: St. James' Park Toeschouwers: 51.915 Chris Foy | Moussa Sissoko 78' |           |                     | Krul, Janmaat, Williamson, Dummet, Haïdara, Colback, Taylor (Gouffran '34), Cabella (Cissé '68), Sissoko , Ameobi, Pérez (Armstrong '89 ) | Green, Onuaha , Dunne , Caulker, Yun, Henry (Hoilett '82), Sandro (Kranjčar '61), Barton, Fer, Zamora , Austin |  |
| Stadion: St. James' Park Toeschouwers: 51.915 Chris Foy |                    |           |                     | Krul, Janmaat, Williamson, Dummet, Haïdara, Colback, Taylor (Gouffran '34), Cabella (Cissé '68), Sissoko , Ameobi, Pérez (Armstrong '89 ) | Green, Onuaha , Dunne , Caulker, Yun, Henry (Hoilett '82), Sandro (Kranjčar '61), Barton, Fer, Zamora , Austin |  |
| Stadion: St. James' Park Toeschouwers: 51.915 Chris Foy |                    |           |                     | Krul, Janmaat, Williamson, Dummet, Haïdara, Colback, Taylor (Gouffran '34), Cabella (Cissé '68), Sissoko , Ameobi, Pérez (Armstrong '89 ) | Green, Onuaha , Dunne , Caulker, Yun, Henry (Hoilett '82), Sandro (Kranjčar '61), Barton, Fer, Zamora , Austin |  |
|                                                         |                    |           |                     | | |  |

| 29 november 2014                                     | Queens Park Rangers FC                                | 3-2 (2-1) | Leicester City                           | Opstelling Queens Park Rangers FC                                                                                       | Opstelling Leicester City |  |
| Stadion: Loftus Road Toeschouwers: 18.054 Roger East | Wes Morgan (e.d.) 37' Leroy Fer 45 Charlie Austin 73' |           | '4 Esteban Cambiasso '67 Jeffrey Schlupp | Green , Isla, Onuaha, Caulker, Yun (Traore '51), Kranjčar (Hoilett '91), Barton, Henry, Fer, Vargas (Mutch '76), Austin | Schmeichel, De Laet, Marcin Wasilewski, Morgan, Konchesky, Riyad Mahrez (Albrington '60 ), James, Cambiasso (King '89), Schlupp, Vardy, Ulloa (Nugent '60 ) |  |
| Stadion: Loftus Road Toeschouwers: 18.054 Roger East |                                                       |           |                                          | Green , Isla, Onuaha, Caulker, Yun (Traore '51), Kranjčar (Hoilett '91), Barton, Henry, Fer, Vargas (Mutch '76), Austin | Schmeichel, De Laet, Marcin Wasilewski, Morgan, Konchesky, Riyad Mahrez (Albrington '60 ), James, Cambiasso (King '89), Schlupp, Vardy, Ulloa (Nugent '60 ) |  |
| Stadion: Loftus Road Toeschouwers: 18.054 Roger East |                                                       |           |                                          | Green , Isla, Onuaha, Caulker, Yun (Traore '51), Kranjčar (Hoilett '91), Barton, Henry, Fer, Vargas (Mutch '76), Austin | Schmeichel, De Laet, Marcin Wasilewski, Morgan, Konchesky, Riyad Mahrez (Albrington '60 ), James, Cambiasso (King '89), Schlupp, Vardy, Ulloa (Nugent '60 ) |  |
|                                                      |                                                       |           |                                          | | |  |

### December
| 3 december 2014                                            | Swansea City                         | 2-0 (0-0) | Queens Park Rangers | Opstelling Swansea City | Opstelling Queens Park Rangers                                                                  |  |
| Stadion: Liberty Stadium Toeschouwers: 20.145 Kevin Friend | Ki Sung-yong 78' Wayne Routledge 83' |           |                     | Fabiański, Richards, Bartley, Williams, Taylor , Britton (Shelvey '79), Ki, Routledge, Sigurðsson (Carroll '87), Montero (Dyer '70), Bony | Green, Onuaha, Dunne, Caulker, Yun, Henry, Barton (Hoilett '80), Vargas, Kranjčar, Fer , Austin |  |
| Stadion: Liberty Stadium Toeschouwers: 20.145 Kevin Friend |                                      |           |                     | Fabiański, Richards, Bartley, Williams, Taylor , Britton (Shelvey '79), Ki, Routledge, Sigurðsson (Carroll '87), Montero (Dyer '70), Bony | Green, Onuaha, Dunne, Caulker, Yun, Henry, Barton (Hoilett '80), Vargas, Kranjčar, Fer , Austin |  |
| Stadion: Liberty Stadium Toeschouwers: 20.145 Kevin Friend |                                      |           |                     | Fabiański, Richards, Bartley, Williams, Taylor , Britton (Shelvey '79), Ki, Routledge, Sigurðsson (Carroll '87), Montero (Dyer '70), Bony | Green, Onuaha, Dunne, Caulker, Yun, Henry, Barton (Hoilett '80), Vargas, Kranjčar, Fer , Austin |  |
|                                                            |                                      |           |                     | |                                                                                                 |  |

### Eindstand
| №  | Club                 | WG | W  | G  | V  | DV | DT | +/- | Punten |
| -- | -------------------- | -- | -- | -- | -- | -- | -- | --- | ------ |
|    | Chelsea              | 38 | 26 | 9  | 3  | 73 | 32 | +41 | 87     |
| 2  | Manchester City      | 38 | 24 | 7  | 7  | 83 | 38 | +45 | 79     |
| 3  | Arsenal              | 38 | 22 | 9  | 7  | 71 | 36 | +35 | 75     |
| 4  | Manchester United    | 38 | 20 | 10 | 8  | 62 | 37 | +25 | 70     |
| 5  | Tottenham Hotspur    | 38 | 19 | 7  | 12 | 58 | 53 | +5  | 64     |
| 6  | Liverpool            | 38 | 18 | 8  | 12 | 52 | 48 | +4  | 62     |
| 7  | Southampton          | 38 | 18 | 6  | 14 | 54 | 33 | +21 | 60     |
| 8  | Swansea City         | 38 | 16 | 8  | 14 | 46 | 49 | –3  | 56     |
| 9  | Stoke City           | 38 | 15 | 9  | 14 | 48 | 45 | +3  | 54     |
| 10 | Crystal Palace       | 38 | 13 | 9  | 16 | 47 | 51 | –4  | 48     |
| 11 | Everton              | 38 | 12 | 11 | 15 | 48 | 50 | –2  | 47     |
| 12 | West Ham United      | 38 | 12 | 11 | 15 | 44 | 47 | –3  | 47     |
| 13 | West Bromwich Albion | 38 | 11 | 11 | 16 | 38 | 51 | –13 | 44     |
| 14 | Leicester City       | 38 | 11 | 8  | 19 | 46 | 55 | –9  | 41     |
| 15 | Newcastle United     | 38 | 10 | 9  | 19 | 40 | 63 | –23 | 39     |
| 16 | Sunderland           | 38 | 7  | 17 | 14 | 31 | 53 | –22 | 38     |
| 17 | Aston Villa          | 38 | 10 | 8  | 20 | 31 | 57 | –26 | 38     |
| 18 | Hull City            | 38 | 8  | 11 | 19 | 33 | 51 | –18 | 35     |
| 19 | Burnley              | 38 | 7  | 12 | 19 | 28 | 53 | –25 | 33     |
| 20 | Queens Park Rangers  | 38 | 8  | 6  | 24 | 42 | 73 | –31 | 30     |

### Toeschouwers
| №      | Club                 | Totaal     | Gem    | Duels | +/–    | Record |
| ------ | -------------------- | ---------- | ------ | ----- | ------ | ------ |
| 1      | Manchester United    | 1.431.362  | 75.335 | 19    | +0,2%  | 75.454 |
| 2      | Arsenal              | 1.139.843  | 59.992 | 19    | 0,0%   | 60.081 |
| 3      | Newcastle United     | 956.823    | 50.359 | 19    | –0,1%  | 52.315 |
| 4      | Manchester City      | 861.939    | 45.365 | 19    | –3,6%  | 45.919 |
| 5      | Liverpool            | 848.519    | 44.659 | 19    | 0,0%   | 44.736 |
| 6      | Sunderland           | 819.985    | 43.157 | 19    | +5,0%  | 47.563 |
| 7      | Chelsea              | 789.376    | 41.546 | 19    | +0,2%  | 41.629 |
| 8      | Everton              | 729.711    | 38.406 | 19    | +1,8%  | 39.621 |
| 9      | Tottenham Hotspur    | 678.824    | 35.728 | 19    | –0,2%  | 36.130 |
| 10     | West Ham United      | 662.552    | 34.846 | 19    | +1,9%  | 34.977 |
| 11     | Aston Villa          | 648.518    | 34.133 | 19    | –5,4%  | 41.273 |
| 12     | Leicester City       | 602.165    | 31.693 | 19    | +26,8% | 32.021 |
| 13     | Southampton          | 582.395    | 30.741 | 19    | +1,8%  | 31.723 |
| 14     | Stoke City           | 514.547    | 27.081 | 19    | +3,6%  | 27.602 |
| 15     | West Bromwich Albion | 476.211    | 25.064 | 19    | –0,5%  | 26.768 |
| 16     | Crystal Palace       | 464.004    | 24.421 | 19    | +0,2%  | 25.197 |
| 17     | Hull City            | 447.584    | 23.557 | 19    | –2,3%  | 24.877 |
| 18     | Swansea City         | 390.543    | 20.555 | 19    | +0,7%  | 20.828 |
| 19     | Burnley              | 363.483    | 19.131 | 19    | +39,4% | 21.335 |
| 20     | Queens Park Rangers  | 338.369    | 17.809 | 19    | +6,9%  | 18.098 |
| Totaal | Totaal               | 13.746.753 | 36.179 | 380   | –1,3%  | 75.454 |